# شین سوفونپانیچ
شین سوفونپانیچ، (به تایلندی: ชิน โสภณพนิช) (زاده ۱۰ نوامبر ۱۹۱۰ - درگذشته ۳ ژانویه ۱۹۸۸) کارآفرین و بانکدار تایلندی چینی‌تبار بود، که در سال ۱۹۴۴ بانکوک بانک را تأسیس نمود.